# Камчатский краб

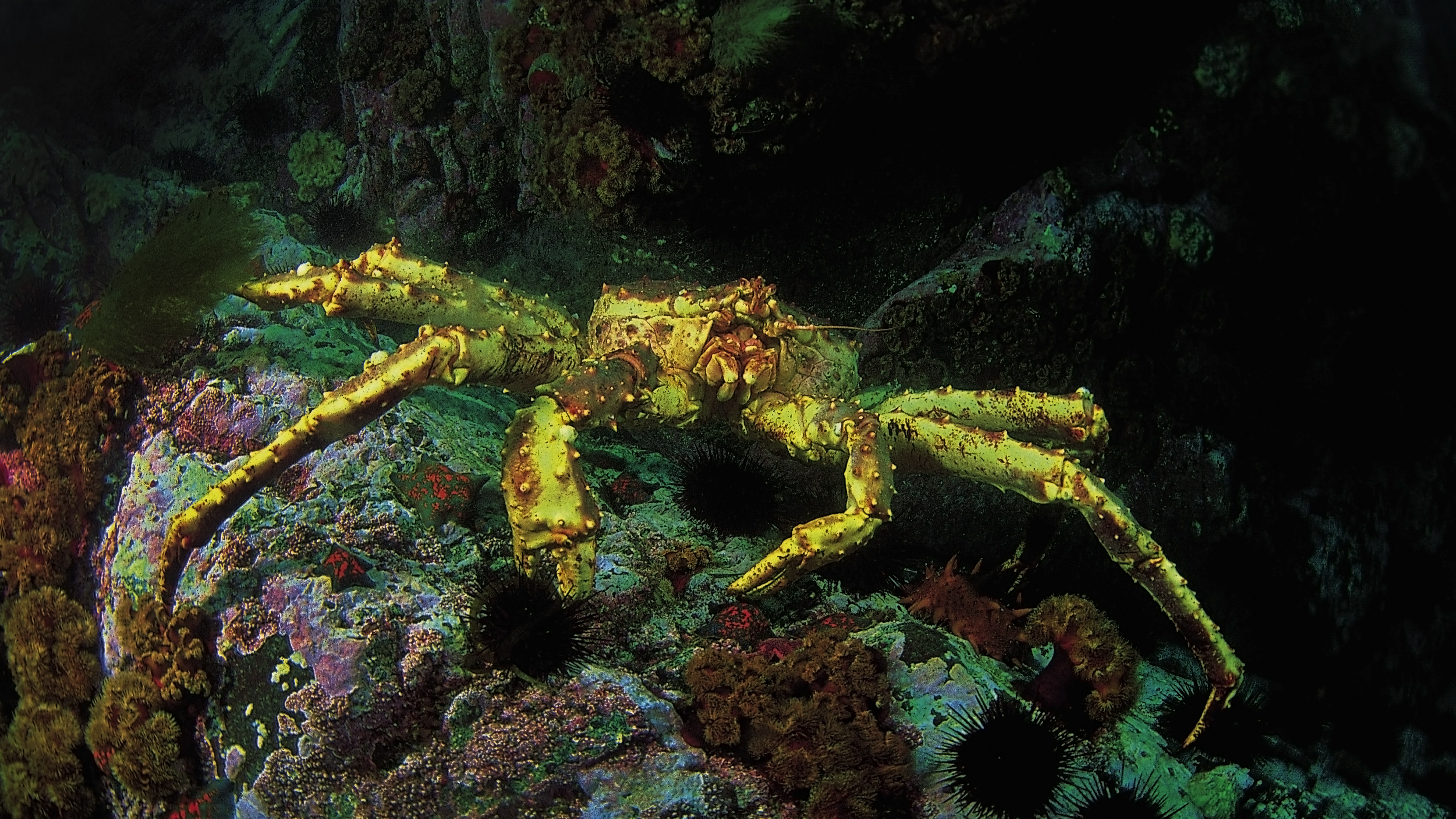

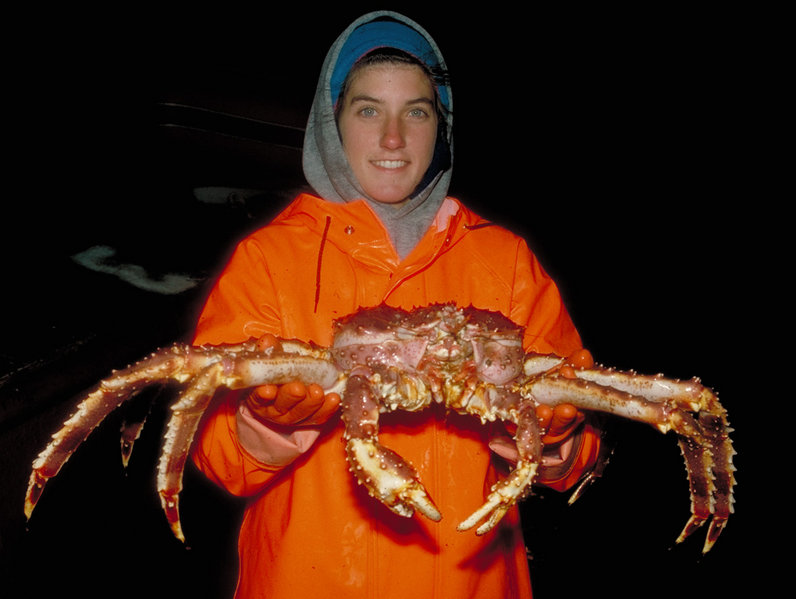

Камча́тский краб (лат. Paralithodes camtschaticus) — вид неполнохвостых раков из семейства Lithodidae (крабовидных раков-отшельников, или крабоидов). Представители этого семейства обладают внешним сходством с крабами (Brachyura), но легко отличимы по редуцированной пятой паре ходильных ног и асимметричному брюшку у самок. Как один из самых крупных ракообразных Дальнего Востока, камчатский краб является объектом промысла. В середине XX века его преднамеренно вселили в Баренцево море. С начала XXI века в южной части Баренцева моря также ведется его промысел.

## Строение
Сердечная и желудочная области панциря вооружены тремя парами острых крупных шипов, вне зависимости от пола и возраста животного. Ростральный шип острый, вооружён по верхней стороне одним крупным, часто раздвоенным на верхушке, шипом и парой более мелких шипиков. Подвижный шип (скафоцерит), являющийся экзоподитом второй антенны, всегда простой, неразветвлённый. Тело и ноги у живых крабов окрашены сверху в красно-коричневый, а снизу — в желтовато-белый цвет, боковые поверхности имеют крупные фиолетовые пятна.

## Акклиматизация и промысел в Баренцевом море
Первые попытки проработать вопрос о вселении камчатского краба в Баренцево море были предприняты в 1932 году, однако после анализа ситуации работы были заморожены из-за отсутствия надёжного способа доставки особей краба с Дальнего Востока.
После войны, в 1951 году, были возобновлены работы по акклиматизации краба в Баренцевом море, однако они снова были прекращены из-за невозможности доставки живьём краба: отловленные животные жили в транспортных резервуарах с водой не более двух суток.
Первая удачная перевозка взрослых особей произошла самолётом в обычных мешках, в 1960 году, директором дальневосточного флота Диденко Юрием Григорьевичем с несколькими его помощницами. Именно он первым завёз краба в Баренцево море. Несмотря на длительную, в несколько месяцев, акклиматизацию, погибло порядка 90 % икры, вынашиваемой самками. После этого было принято решение завозить только взрослых особей.
Основной завоз краба проходил в 1961—1969 годах, причём большую часть из них доставили авиатранспортом. В 1977—1978 годах по железной дороге было доставлено ещё 1200 крабов. Данная операция не являлась необходимой, так как первого камчатского краба выловили в 1974 году. В 1977 году были пойманы первые крабы у берегов Норвегии.
В настоящее время популяция краба в Баренцевом море быстро растет, к 2006 году его численность оценивалась не менее чем в 100 млн особей. Камчатский краб быстро распространяется к юго-западу вдоль побережья Норвегии и к северу, где уже достиг Шпицбергена. Будучи всеядным хищником, камчатский краб уничтожает местные виды ракообразных, иглокожих (морских ежей) и моллюсков, что вызывает тревогу природоохранных организаций. Существуют свидетельства, что краб поедает икру мойвы, одной из важнейших рыб, которой питается треска.
Крупнейший природный хищник, который охотится за крабом, гигантский осьминог, в Баренцевом и Норвежском морях не водится.
Коммерческий промысел краба начат Норвегией в 2002 году, Россией — в 2004 году. Квоты на добычу краба Россия и Норвегия определяют самостоятельно, хотя их обсуждает российско-норвежская комиссия по рыболовству. Российская квота на 2008 год составила около 11,5 тысяч тонн.
В российских водах Баренцева моря разрешается добывать только самцов камчатского краба, ширина карапакса (головогруди) которых превышает 15 см. Более мелкие крабы, а также все самки запрещены к вылову и, при случайном прилове, должны быть живыми и с наименьшими повреждениями возвращены обратно в море. Добыча баренцевоморского камчатского краба разрешена только в промысловый сезон — с 16 августа до 15 декабря и только донными ловушками определённых конструкций. Действует запрет добычи баренцевоморского камчатского краба в территориальном море РФ и внутренних морских водах РФ, а также на участке континентального шельфа РФ, ограниченного с севера широтой 68°40' с. ш., с юга, запада и востока — внешней границей территориального моря РФ.

## Краб как пищевой продукт

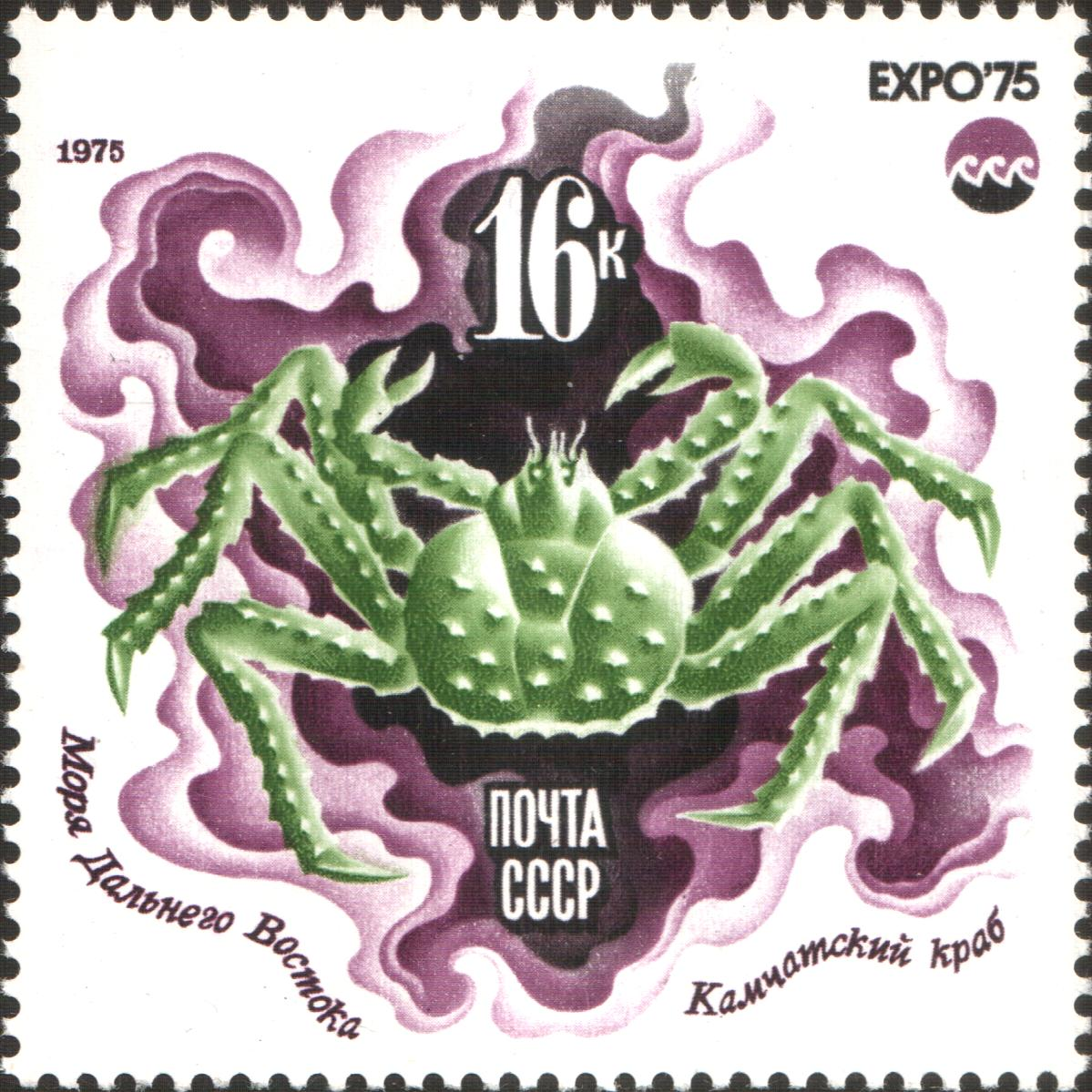
Почтовая марка СССР, 1975 год

В пищу употребляется мясо (белого цвета), находящееся в ногах, клешнях и в месте сочленения ног с карапаксом, а также икра. Количество мяса в особи может варьироваться в зависимости от сезона. Основным способом приготовления является варка: конечности краба закладываются в подсоленную кипящую воду и варятся 15—20 минут. После варки мясо может быть законсервировано или заморожено и подвергнуто хранению.